# Cenotaph
A Cenotaph török death metal együttes. A zenekart 1994-ben alapította Batu Cetin énekes.

## Története
A Cenotaph első demója 1995-ben jelent meg, "Life Immortal" címmel. Az akkori felállás a következő volt: Batu Cetin - ének, Coskun Kaplan - gitár, Bülent Izgec - basszusgitár és Bülent Güngör - dob. 1996-ban Bülent Güngör helyét Goremaster vette át. Ez a felállás rögzítette az együttes második demó lemezét, amely 1996-ban jelent meg. Ugyanebben az évben megjelent az első nagylemezük is. Második albumuk 1998-ban került piacra. Ezeket a lemezeket a török "Hammer Müzik" kiadó adta ki. 2003-as harmadik lemezüket Törökországban Cetin saját lemezkiadója, a Drain Productions dobta piacra, míg világszerte az amerikai United Guttural Records gondozásában jelent meg. 2005-ben az első két lemezük egy válogatáslemez formájában újból megjelent. 2007-ben és 2010-ben új albumokat dobtak piacra.

## Tagok
- Batu Cetin - ének (1994-)
- Alican Erbas - dob (2011-)
- Erkin Öztürk - gitár (2011-)
- Burak Tavus - basszusgitár (2013-)

## Korábbi tagok
- Lille Gruber (dob, ideiglenesen, 2010)
- Bülent Güngör - dob (1994-1996)
- Goremaster - dob (1996-2005)
- Barbar - dob (2005-2006, 2009)
- Caglar Yürüt - dob (2006-2009)
- Bülent Izgec - basszusgitár (1994-1999)
- Coskun Kaplan - gitár (1994-1999), basszusgitár (2005-2008)
- Basar Cetin - gitár (1999-2008)
- Cenker Yilmaz - gitár (1999-2002)
- Cihan Akün - gitár (2002-2010)
- Serhat Kaya - gitár (2011-2013)
- Deniz Can Kurt - basszusgitár (2008-2010)
- Alper Cinar - basszusgitár (2011-2013)

## Diszkográfia
- Voluptously Minced (1996)
- Puked Genital Purulency (1998)
- Pseudo Verminal Cadaverium (2003)
- Reincarnation in Gorextasy (2007)
- Putrescent Infectious Rabidity (2010)
- Perverse Dehumanized Dysfunctions (2017)[2]
- Precognition to Eradicate (2021)

## Egyéb kiadványok

### Demók
- Life Immortal (1995)
- Promo Tape '96 (1996)

### Válogatáslemezek
- Voluptously Puked Genitals (az első két nagylemezük együtt, 2005)
- Complete Demos & Rehearsals '94-'96 (2011)
- Re-Puked Purulency (2011)

### DVD-k
- Guttural Sounds of Morbid Putrefaction (2011)